# سپتامبر (فیلم ۱۹۸۴)
سپتامبر (انگلیسی: September) یک فیلم چینی است که در سال ۱۹۸۴ منتشر شد.